# Estádio do Colégio Bahçeşehir
O Estádio do Colégio Bahçeşehir (em turco, Bahçeşehir Okulları Stadyumu) é um estádio multiuso localizado em Alânia, cidade da província de Antália, na Turquia. Inaugurado oficialmente em 8 de janeiro de 2011, possui capacidade máxima para 10 842 espectadores.
O nome do estádio refere-se à Bahçeşehir Okulları (conhecido atualmente como Bahçeşehir Koleji), nome de uma grande rede de instituições privadas de ensino do país, sendo que a unidade de Alânia é a proprietária do estádio e uma das principais patrocinadoras do Alanyaspor, clube da cidade que manda por ali suas partidas oficiais por competições nacionais.